# Cúmulo globular M53
El Messier 53 (también conocido como M53 o NGC 5024) es un cúmulo globular situado a 60000 años luz en el centro de nuestra galaxia y a 58000 años luz del Sistema Solar.
En los pequeños telescopios de aficionados aparece como un objeto nebuloso ligeramente ovalado con un centro grande y brillante de superficie lisa bastante luminosa y que se desvanece uniformemente hacia los bordes. Puede ser fácilmente encontrada a un grado noreste de la estrella de magnitud 4 Alpha42.
- Datos: Q13960
- Multimedia: Messier 53 / Q13960